# Kleßen

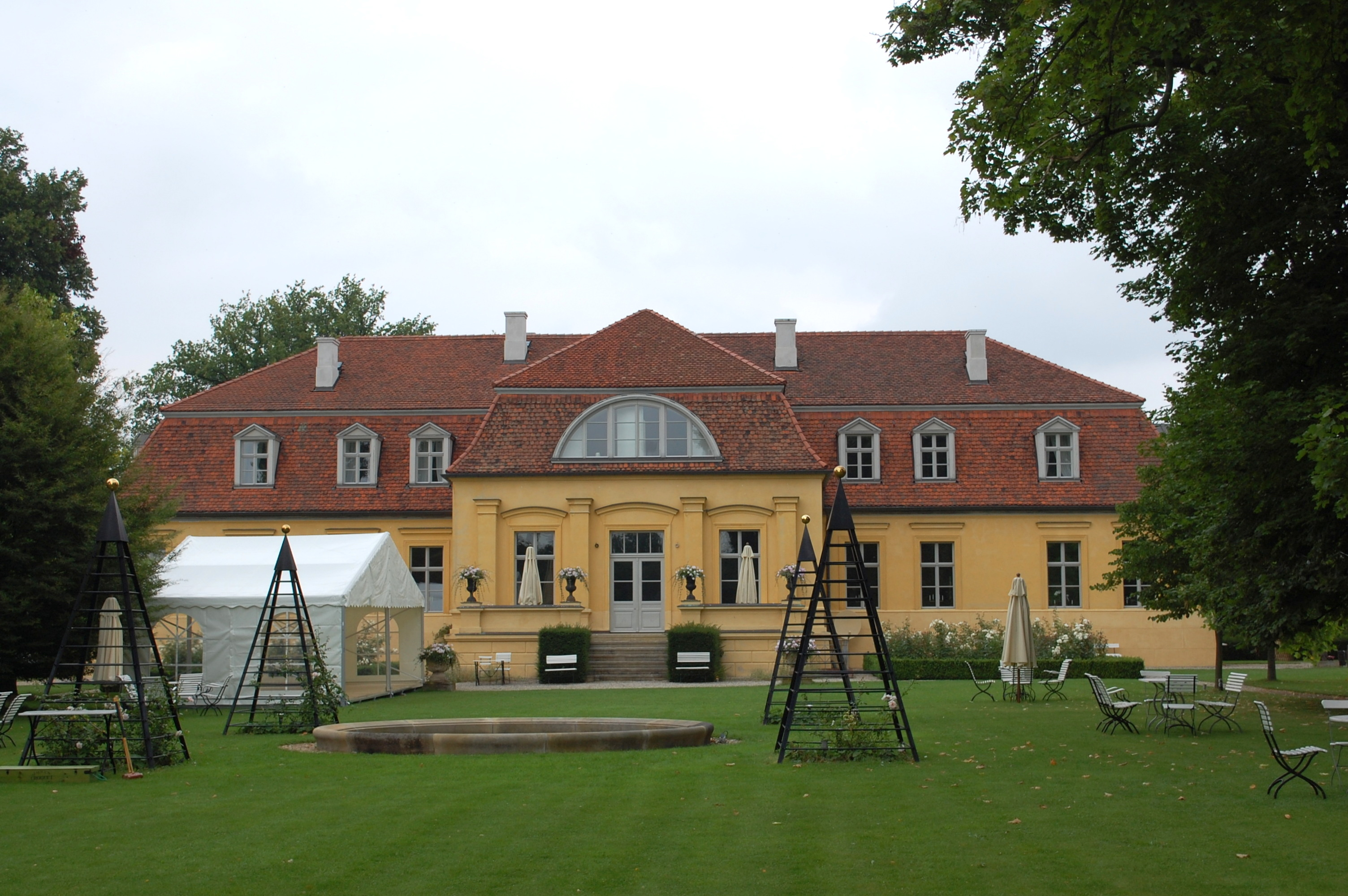
Schloss Kleßen

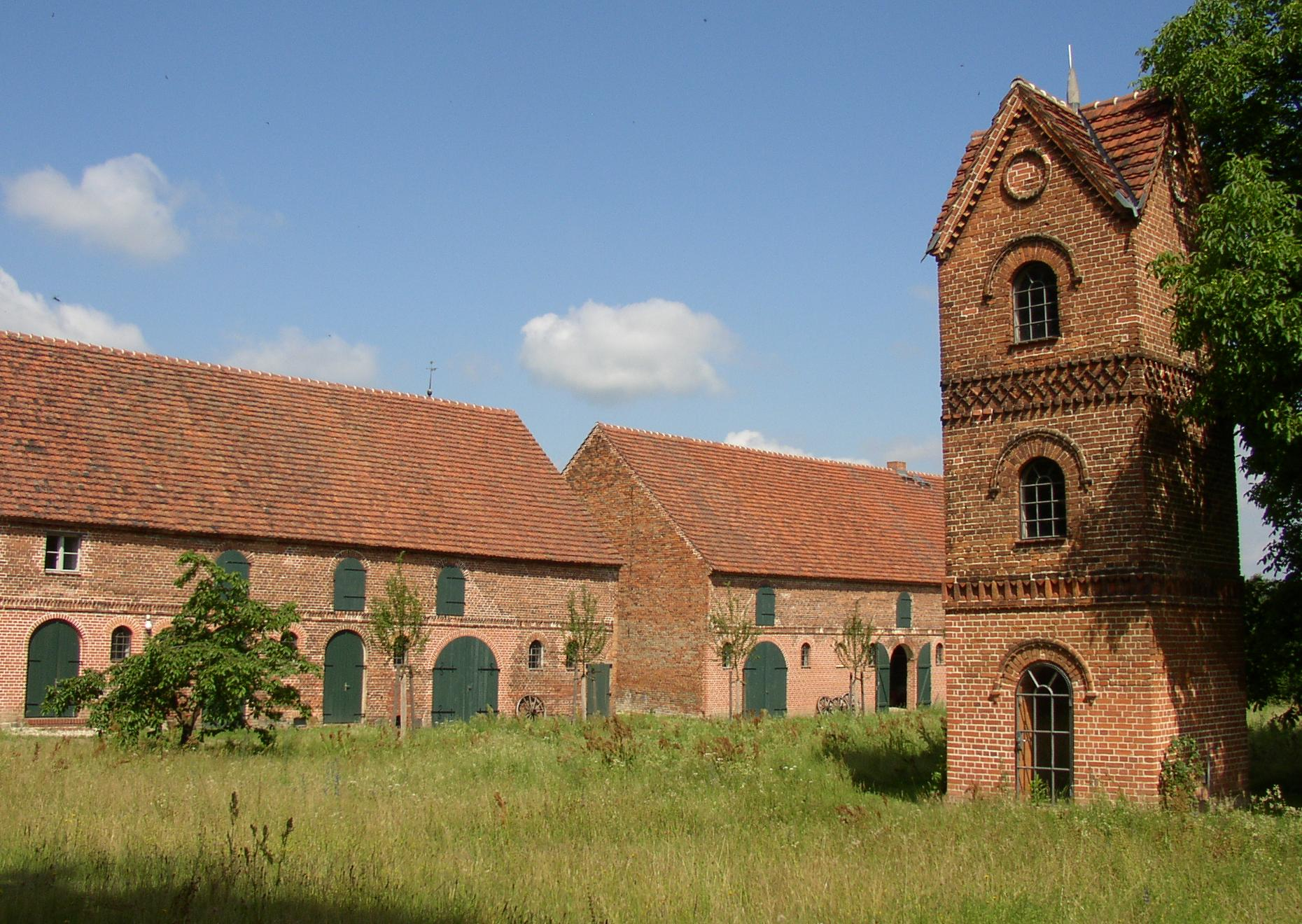
Wirtschaftshof mit Taubenturm

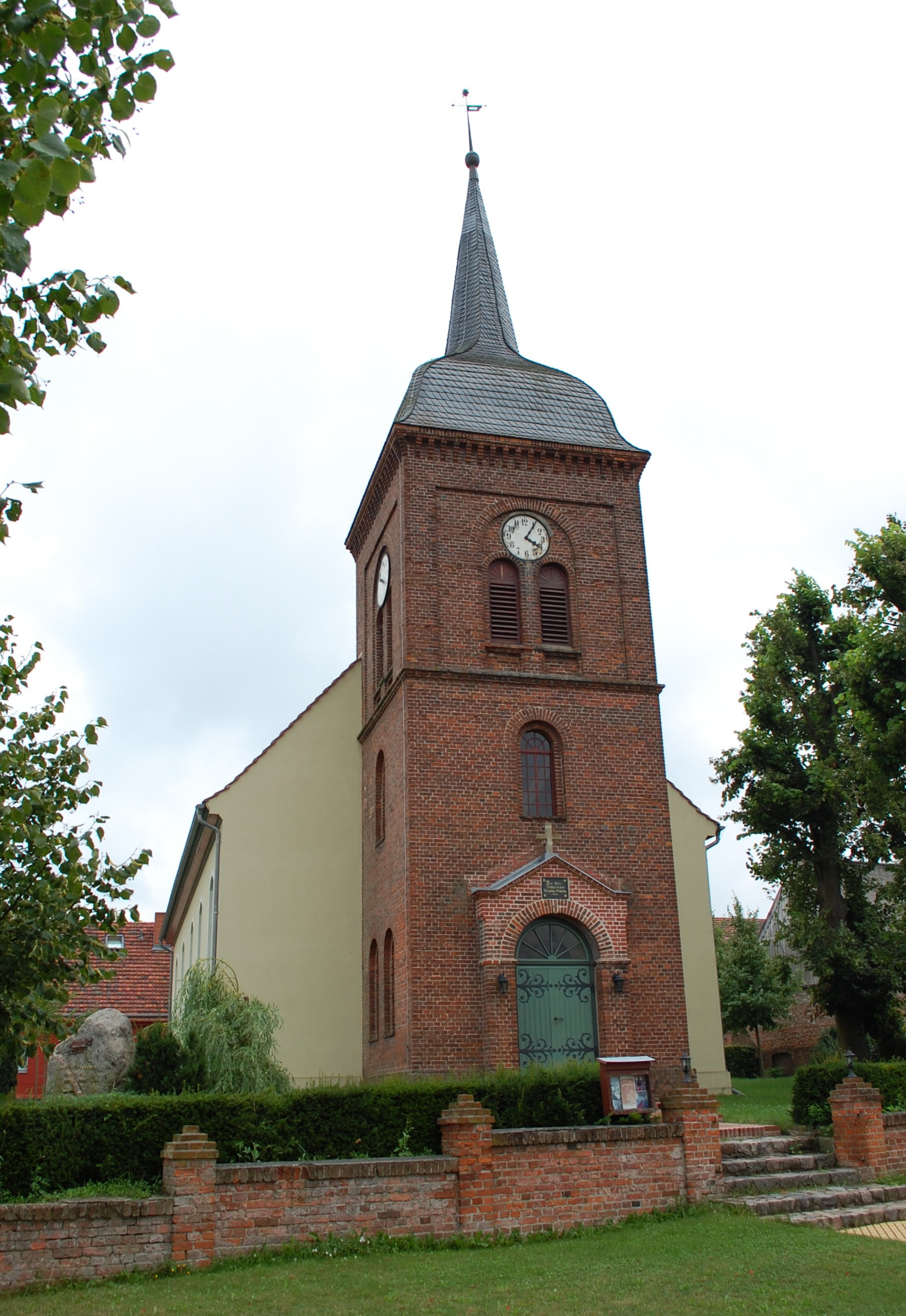
Dorfkirche

Spielzeugmuseum

Kleßen ist ein Ortsteil der Gemeinde Kleßen-Görne im Landkreis Havelland in Brandenburg.
Der Name wird üblicherweise auf der ersten Silbe betont mit langem „e“ ausgesprochen.

## Lage
Der kleine Ort liegt westlich der Stadt Friesack. Südwestlich des Dorfes liegt der Kleßener See.

## Geschichte
Kleßen gehört zu den ältesten Orten der Umgebung. Eine erste, allerdings nur indirekte urkundliche Erwähnung, stammt aus dem Jahr 1230. In diesem Jahr wurde ein Johann von Cletsim als Zeuge in einem in Kyritz geführten Prozess erwähnt. Das Gut Kleßen gehörte einer Familie von Kleßen und dann der Familie von Grieben. Es wird davon ausgegangen, dass im Ort bereits früh ein Ritterhof, möglicherweise auch eine Burganlage, bestand. 1642 wurde das Bestehen eines Turms und einer Mauer erwähnt.
1352 wurde der Familie von Grieben wegen Untreue das Lehen entzogen und an Peter von Bredow übertragen. Diese Familie war mit kurzer Unterbrechung im 17. Jahrhundert bis 1932 dann Eigentümer des Guts und bildete nachfolgend eine eigenständige genealogischen Familienzweig Kleßen heraus, der bis heute besteht.  1698 wurde die Dorfkirche Kleßen erbaut. Im Zeitraum zwischen 1723 und 1730 entstand das heutige Schloss Kleßen.
1806 fanden im Ort Plünderungen durch französische Truppen statt. 1889 besuchte Theodor Fontane Kleßen. Zum Schloss Kleßen gehörte seit Jahrhunderten ein Rittergut. Dieser Besitz beinhaltete vor 1900 etwa eine Gutsgröße von 1120 ha Land. Davon waren 226 ha Wald.
Am Ende des Zweiten Weltkriegs befand sich im Schloss zeitweise ein Stabsquartier eines Generals der deutschen Wehrmacht. Letzter Gutsbesitzer auf Kleßen war seit Mai 1938 der Major d. R. Hans von Rochow-Stülpe, Domherr von Brandenburg.
Nach einem starken baulichen Verfall in der Zeit der DDR wurde das Schloss ab 1993 saniert und so erhalten.
2002 wurde Kleßen mit dem weiter südlich gelegenen Görne zur Gemeinde Kleßen-Görne vereinigt.

## Bauwerke
Prägend für Kleßen ist das Schloss Kleßen. Westlich hiervon befindet sich die Dorfkirche Kleßen. Unmittelbar östlich der Kirche steht das alte Schulhaus, in dem das Spielzeugmuseum im Havelland untergebracht ist.

## Persönlichkeiten
- Friedrich Ludwig Wilhelm von Bredow (1763–1820) war ab 1796 Gutsherr auf Kleßen und verstarb hier.
- Ludwig von Bredow (1790–1852), preußischer Oberbergrat

- Der nationalistische Politiker Hermann Ehrhardt (1881–1971) erwarb 1933 das Gut Kleßen. Im Zuge des Röhm-Putsches hielt er sich in den Wäldern der Umgebung versteckt. Der Politiker Siegfried Lietzmann (* 1951) war ab 1975 als Leiter in der LPG Kleßen tätig.